# Antonio Agliardi
 Antonio Agliardi (født 4. september 1832 i Cologno al Serio ved Bergamo i Italien, død 19. marts 1915 i Rom) var en af den katolske kirkes kardinaler. Han var tilknyttet det pavelige diplomati, blandt andet som nuntius til Bayern og i Østrig, og Den romerske kurie. 
Han blev kreeret til kardinal i 1896 af Pave Leo 13.
Han deltog ved konklavet 1903 som valgte pave Pave Pius 10., og konklavet 1914 som valgte pave Pave Benedikt 15.